# Lijst van burgemeesters van Nieuw-Ginneken
Dit is een lijst van burgemeesters van de voormalige Nederlandse gemeente Nieuw-Ginneken tussen de oprichting in 1942 en de opheffing in 1997.
| Ambtsperiode | Naam burgemeester                            | Partij of stroming | Bijzonderheden                               |
| ------------ | -------------------------------------------- | ------------------ | -------------------------------------------- |
| 1942 - 1945  | H.C.A. Muijser                               |                    |                                              |
| 1945 - 1946  | Theodore Emmanuel Serraris                   |                    | tijdelijk aangewezen door de Verzetsbeweging |
| 1946 - 1960  | Johannes Antonius Maria Rouppe van der Voort |                    |                                              |
| 1960 - 1974  | Wim de Kort                                  | KVP                |                                              |
| 1974 - 1988  | Mart van de Ven                              | KVP / CDA          |                                              |
| 1988 - 1994  | Peter A.C.M. van der Velden                  | PvdA               |                                              |
| 1995 - 1997  | A.T.J. Bax-Broeckaert                        | VVD                | waarnemend; tevens burgemeester van Chaam    |